# Сажина (Росія)
Са́жина (рос. Сажина) — присілок у складі Ачитського міського округу Свердловської області.
Населення — 19 осіб (2010, 18 у 2002).
Національний склад станом на 2002 рік: росіяни — 100 %.